# Sonkasaari
Sonkasaari är en ö i Finland. Den ligger i sjön Sonkajärvi och i kommunen Rovaniemi i den ekonomiska regionen  Rovaniemi ekonomiska region  och landskapet Lappland, i den norra delen av landet, 700 km norr om huvudstaden Helsingfors. Öns area är 1,9 hektar och dess största längd är 320 meter i sydväst-nordöstlig riktning.